# Mittelbrandenburgische Platten und Niederungen
Die Mittelbrandenburgischen Platten und Niederungen bilden einen Naturraum, der in Brandenburg und teilweise auch im Südwesten Berlins und im Osten Sachsen-Anhalts liegt. Sie sind als Haupteinheitengruppe 81 der Naturräumlichen Gliederung Deutschlands in Großregionen Teil des Ostdeutschen Platten- und Heidelands.
Der Brandenburger Teil der Mittelbrandenburgischen Platten und Niederungen deckt sich im Wesentlichen mit dem als Mittlere Mark bezeichneten Naturraum im Strukturatlas des Landes Brandenburg.

## Lage
Die Mittelbrandenburgischen Platten und Niederungen sind Teil des Norddeutschen Tieflandes. Benachbarte naturräumliche Landschaften sind das Luchland im Norden, das Ostbrandenburgische Heide- und Seengebiet im Osten, der Spreewald und das Lausitzer Becken- und Heideland im Südosten, der Fläming im Süden sowie die Elbtalniederung im Westen.

## Beschreibung
In den Mittelbrandenburgischen Platten und Niederungen sind nahezu alle Landschaftselemente weichsel-kaltzeitlichen Ursprungs vereint, die im Bundesland Brandenburg vorkommen. Vorherrschend sind dabei unterschiedlich große Grundmoränenplatten im Wechsel mit breiten Niederungen. An die Nauener und Teltower Grundmoränenplatten im Norden schließen sich südlich die Niederungen von Havel, Nuthe und Notte an. Ihnen folgen die wiederum durch Grundmoränen und Sander geprägten Gebiete der Karower Platte, des Lehniner Landes sowie die Heiden von Beelitz und Luckenwalde. Ganz im Süden schließt sich schließlich mit dem Baruther Tal ein breites Urstromtal an.
Die höchsten Erhebungen finden sich in Form von Stauchmoränen. Der Wietkiekenberg erreicht 124,7 m, der Kleine Ravensberg bei Potsdam 114,2 m, der Götzer Berg 108,6 m über dem Meeresspiegel. Entwässert wird der gesamte Naturraum über die Havel und ihre Nebenflüsse.

## Naturräumliche Gliederung
Die Mittelbrandenburgischen Platten und Niederungen werden wie folgt untergliedert:
- 81 Mittelbrandenburgischen Platten und Niederungen
  - 810 Nauener Platte (595,0 km²)
  - 811 Teltowplatte (675,9 km²)
  - 812 Brandenburg-Potsdamer Havelgebiet (513,0 km²)
  - 813 Lehniner Land (271,8 km²)
  - 814 Beelitzer Heide (225,0 km²)
  - 815 Nuthe-Notte-Niederung (561,6 km²)
  - 816 Luckenwalder Heide (319,5 km²)
  - 817 Baruther Tal mit Fiener Bruch (881,0 km²)
  - 818 Karower Platte (73,0 km²)